# Référendum constitutionnel français de 2000
Un référendum constitutionnel sur le quinquennat présidentiel en France se tient le 24 septembre 2000.
Présentée sous la forme d’un projet de loi constitutionnelle avec le soutien du chef de l’État Jacques Chirac et du Premier ministre Lionel Jospin, la réforme vise à réduire la durée du mandat du président de la République française en remplaçant le septennat, instauré en France en 1873, par le quinquennat.
Alors qu’il y était initialement hostile, Jacques Chirac se résout en juin 2000 à accepter le dépôt d'un projet de loi sur le sujet. Il était pressé en ce sens par son prédécesseur Valéry Giscard d'Estaing, dont il ne retient cependant pas l’idée du mandat renouvelable une seule fois. De son côté, le chef du gouvernement socialiste, qui se refusait à relancer le débat sur le quinquennat en pleine troisième cohabitation, soutenait cette mesure depuis la campagne présidentielle de 1995.
Après l’adoption du texte par le Parlement, le président de la République privilégie l’organisation d'un référendum à la convocation du Congrès (Assemblée nationale et Sénat). Une large partie de la classe politique se prononce alors en faveur du « oui ». À l'inverse, l’extrême droite, une partie de la droite et du centre droit ainsi que quelques personnalités de gauche plaident pour le maintien du septennat. Une des principales craintes exprimées par les opposants au quinquennat est l’émergence d'un régime présidentiel.
Appelés à répondre à la question « Approuvez-vous le projet de loi constitutionnelle fixant la durée du mandat du président de la République à cinq ans ? », les électeurs se prononcent pour le « oui » à une large majorité (73,2 % des suffrages exprimés), mais dans un contexte d’abstention (69,8 % des inscrits) et de bulletins blancs ou nuls (16,1 % des votants) records.
Appliqué pour la première fois à la suite de l'élection présidentielle de 2002, le quinquennat aurait, selon de nombreux constitutionnalistes, accru la « présidentialisation » du régime commencée avec l’élection du Président au suffrage universel direct. Cette tendance résulterait du vote en 2001 de l’inversion du calendrier électoral — l’élection présidentielle se tient juste avant les élections législatives et non l’inverse, afin de donner au président de la République une majorité cohérente à l’Assemblée nationale — et du renforcement du fait majoritaire en découlant.

## Contexte et enjeux

### Le septennat, en place depuis 1873

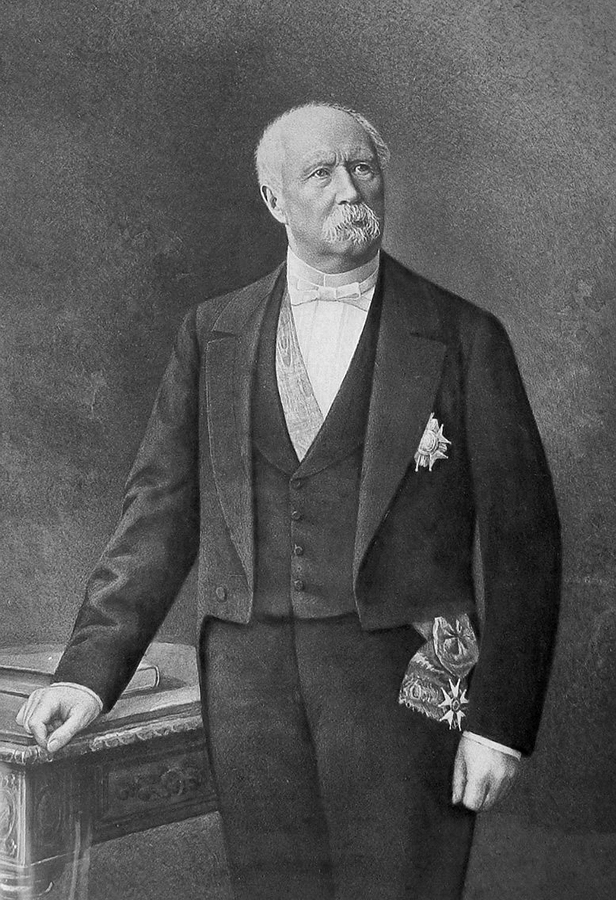
Le maréchal Patrice de Mac Mahon, premier président de la République à bénéficier du septennat.

Le septennat est instauré en France par la loi du 20 novembre 1873, aux débuts de la Troisième République, pour des raisons de circonstances. Il s’agit d'un choix de compromis avec les monarchistes dans une période d’incertitudes sur l’avenir du régime républicain. La mesure s’applique ainsi en premier au maréchal Patrice de Mac Mahon, président de la République issu des rangs légitimistes.
Cette durée du mandat présidentiel est reprise par la loi constitutionnelle du 25 février 1875 et par la Constitution du 27 octobre 1946 instaurant la Quatrième République. Le septennat permet alors au président de la République d'apparaître comme une figure de permanence, à l'écart des luttes politiques.
La stabilité procurée par le mandat présidentiel de sept ans assure la conservation du septennat dans la Constitution du 4 octobre 1958, qui est adoptée dans un contexte troublé, et à l’occasion du référendum sur l'élection au suffrage universel du président de la République.

### La question récurrente du quinquennat
Sur les 14 révisions de la Constitution de la Cinquième République intervenues avant le référendum constitutionnel de 2000, aucune n'a porté sur la durée du mandat présidentiel et aucune n'a été soumise à référendum en application de l'article 89 de la Constitution.

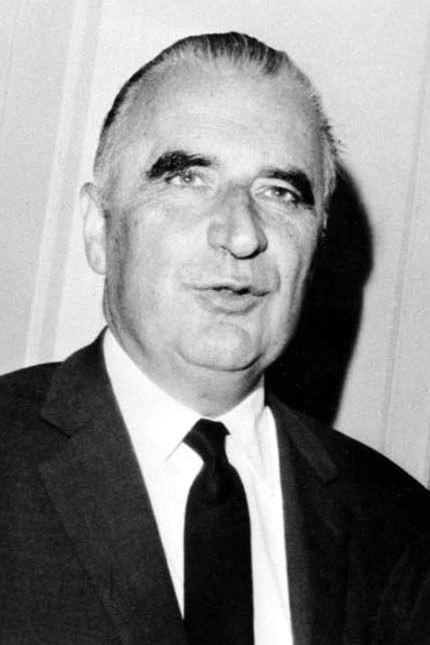
Le Président Georges Pompidou, qui renonce en 1973 à son projet d'instaurer le quinquennat, faute de majorité au Parlement.

Pourtant, le passage du septennat au quinquennat est prôné par certaines personnalités politiques dès la fin du second mandat du général de Gaulle, en raison notamment du rôle prépondérant du chef de l'État sous la Cinquième République.
En 1973, un siècle exactement après l'adoption du septennat, le Président Georges Pompidou propose le quinquennat par voie parlementaire, mais renonce finalement à présenter son projet de loi constitutionnelle devant le Congrès du Parlement, craignant de ne pas réunir la majorité des 3/5 requise.
Alors que le quinquennat — avec néanmoins comme alternative le septennat non-renouvelable — figurait dans sa 45e proposition de campagne en 1981, le socialiste François Mitterrand ne réduit pas la durée du mandat du chef de l'État durant sa présidence. Le Comité consultatif pour la révision de la Constitution, consulté en 1993, défend le septennat renouvelable, bien que ses membres soient divisés sur la question,.

### Un débat relancé après la présidence Mitterrand
La présidence Mitterrand, qui dure quatorze ans (deux septennats), est globalement jugée trop longue. Durant la campagne présidentielle de 1995, le candidat socialiste Lionel Jospin intègre le quinquennat dans son programme et prononce la réplique suivante, devenue célèbre, lors du débat d’entre-deux-tours : « Il vaut mieux cinq ans avec Jospin que sept ans avec Jacques Chirac ; ce serait très long ». Le candidat gaulliste, sans toutefois se prononcer contre, indique que « le débat n'est pas d'actualité ». L'idée d'instaurer le septennat non renouvelable est aussi évoquée par Édouard Balladur et Jean-Marie Le Pen,.
Au début de la troisième cohabitation, commencée en 1997, le Premier ministre Lionel Jospin ne souhaite pas relancer le débat alors que Jacques Chirac se montre réticent à l'instauration du quinquennat, craignant une « présidentialisation » du régime.

### Une opinion publique largement acquise au quinquennat
Comme mentionné par l’ancien président de la République Valéry Giscard d'Estaing dans sa tribune au Monde du 11 mai 2000, l’opinion publique est désormais largement en faveur du mandat présidentiel de cinq ans. En effet, contrairement aux années 1980, où la moitié des sondés y étaient opposés, les sondages indiquent que plus de 70 % des Français sont pour l'instauration du quinquennat. La principale raison est que le septennat est perçu comme trop long ; à l’inverse, l’argument de la limitation de la cohabitation ne rencontre que peu d’écho parmi la population,.
Mais bien qu’arrivant en tête des modifications constitutionnelles souhaitées, la réduction de la durée du mandat présidentiel n’est pas jugée prioritaire par rapport aux autres sujets (notamment économiques) et d'autres modifications institutionnelles sont souhaitées (renforcement de la décentralisation, scrutin proportionnel aux élections législatives, élection des sénateurs au suffrage universel direct, limitation du cumul des mandats, limite d’âge à 70 ans pour se présenter à une élection). Globalement, les observateurs notent que les Français se satisfont du caractère « hybride » du système de la Cinquième République et semblent attachés à un certain dualisme au sein du pouvoir exécutif,.
La classe politique s’est également largement ralliée à l’idée de ramener à cinq ans la durée du mandat du président de la République.

## Initiative de la réforme constitutionnelle

### Soutien de Valéry Giscard d'Estaing et Lionel Jospin
|  |

En 1999, au nom de la « modernité », Valéry Giscard d'Estaing, président de la République de 1974 à 1981 et partisan de longue date du quinquennat, appelle sans succès Jacques Chirac à réduire la durée du mandat présidentiel et à s’appliquer la mesure à lui-même en provoquant une élection présidentielle anticipée dès l’année suivante.
Le 9 mai 2000, à une semaine des cinq ans de Jacques Chirac à l’Élysée, l’ancien chef de l’État de centre droit dépose à l’Assemblée nationale une proposition de loi constitutionnelle visant à instaurer le quinquennat renouvelable une seule fois. Deux jours plus tard, le 11 mai, il publie en une du Monde la tribune « Et maintenant, le quinquennat ! », dans laquelle il fait état d'une opinion publique désormais « massivement acquise » à ce changement ainsi que de la quasi-unanimité de la classe politique sur la question,.

Lionel Jospin se dit prêt à faire voter le quinquennat, qui permettrait selon lui d’adopter « un rythme plus démocratique », si Jacques Chirac entend prendre cette initiative, tout en précisant ne pas vouloir que la mesure s’applique au mandat présidentiel en cours. Le 19 mai, le chef du gouvernement demande que « cette réforme soit définitivement adoptée avant la fin de l'année ». Le Monde explique : 

« Installé depuis trois ans à Matignon, Lionel Jospin est depuis longtemps un ardent défenseur de la modernisation de la vie politique. Mais le Premier ministre s’interdisait d’ouvrir ce débat pour ne pas envenimer la cohabitation. L’offensive de Valéry Giscard d’Estaing ouvre une voie. […] Vingt ans plus tard, M. Jospin assure qu’il n’y a pas eu de « connivence » entre l’ancien président, qui jouait « cavalier seul », et lui-même. Mais il reconnaît qu’il a « utilisé l’occasion » ainsi créée. »

### Opposition puis ralliement de Jacques Chirac
Au cours de sa carrière politique, Jacques Chirac change à plusieurs reprises d’avis sur le quinquennat. Il soutient d’abord le projet de réforme constitutionnelle voulue par Georges Pompidou. Lors de la campagne présidentielle de 1981, il se ravise et prône un mandat de sept ans « non renouvelable ». En 1984, il se montre ouvert au changement, avant d’affirmer durant la première cohabitation que le débat n’est pas d’actualité, puis de promettre un « raccourcissement » de la durée du mandat du chef de l’État en vue de l’élection présidentielle de 1988.

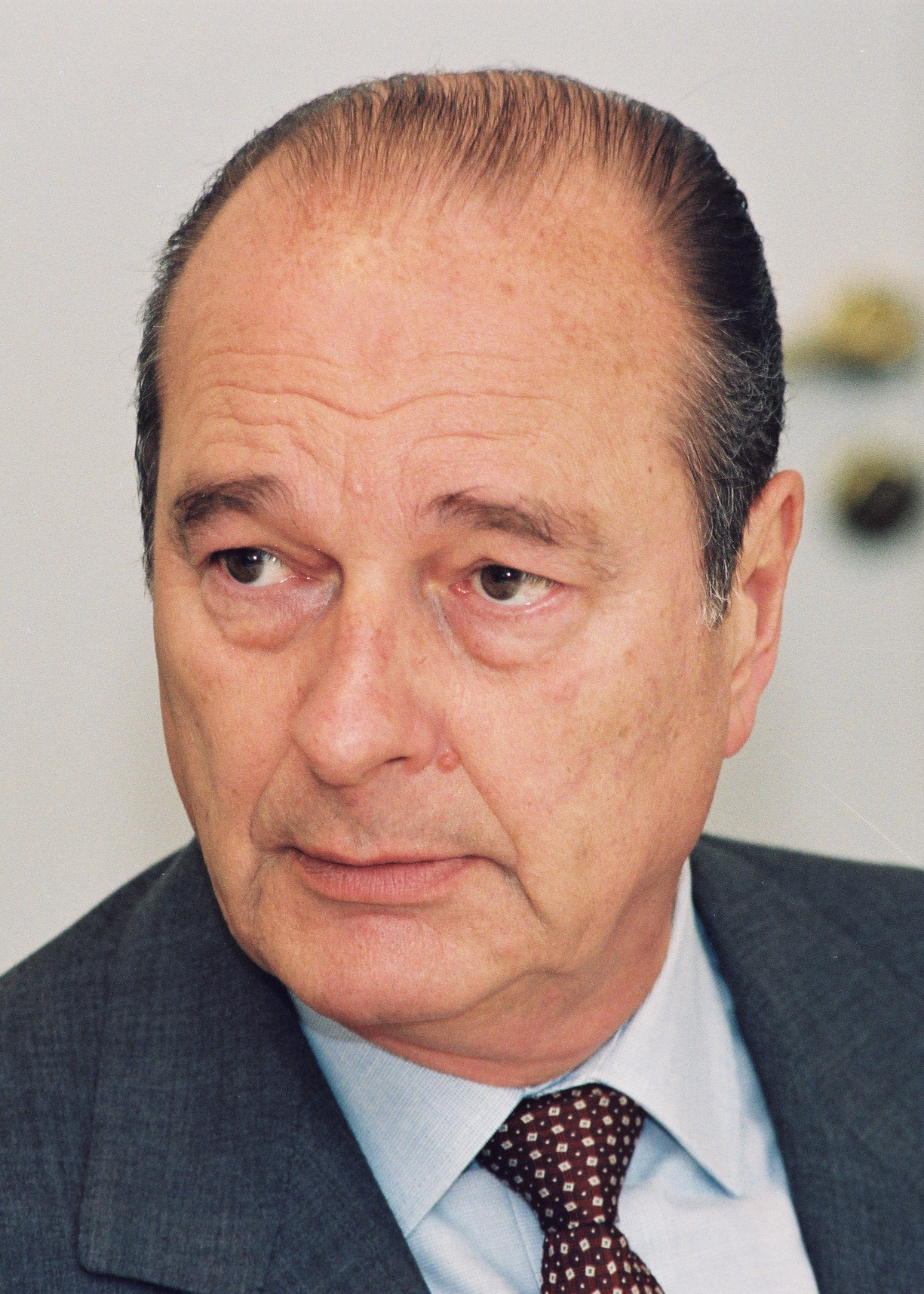
Jacques Chirac, président de la République en fonction, ayant changé à plusieurs reprises de position sur le quinquennat durant son parcours politique.

Bien que n’ayant pas exprimé d’opposition de principe lors du débat présidentiel de 1995 mais rejetant une question n’étant « pas d’actualité », il se mue en farouche adversaire du quinquennat durant sa présidence, invoquant « un risque d’instauration d’un régime présidentiel, un risque d’aventure institutionnelle » en 1997 puis « un risque d'un blocage complet des institutions » l’année suivante. Lors de l’entretien du 14 juillet 1999, répondant aux sollicitations de Valéry Giscard d'Estaing, il déclare : « Ce quinquennat, sous une forme ou sous une autre, serait une erreur et donc je ne l'approuverai pas ». Il est alors accusé d’être juge et partie.
Mais en mai 2000, après les initiatives de Valéry Giscard d'Estaing, l’Élysée fait savoir que Jacques Chirac « réfléchit et consulte ». Le secrétaire général de l'Élysée, Dominique de Villepin, et l’ancien Premier ministre Alain Juppé le pressent alors d’accepter ce changement et de ne pas délaisser cette thématique à l’approche de l’élection présidentielle de 2002. Pour Nicolas Sarkozy, le maintien de la durée du mandat présidentiel à sept ans constituerait un obstacle à sa réélection : « En 2002, vous aurez 69 ans. À la fin d’un septennat, cela fera 76 ans. Les gens font le calcul : il vous sera impossible d’être réélu. » Les commentateurs politiques relèvent alors que les sondages ne le donnent pas nécessairement favori dans un éventuel duel face à Lionel Jospin en 2002 et que cette réforme pourrait lui permettre d'apparaître comme étant aussi moderne que son adversaire de gauche.
S’étant très tôt positionné en soutien de la proposition de l’ancien président de la République, Lionel Jospin profite de la période de réflexion annoncée par le chef de l’État pour déclarer, le 19 mai 2000, que si ce dernier ne prend pas d’initiative rapide en faveur du quinquennat, son gouvernement « favoriserait l'examen » d'une proposition de loi dès le mois suivant. Cette annonce suscite les critiques de l’opposition de droite, Philippe Séguin parlant de « chantage et d’une très curieuse façon de procéder ». Alors que le centriste François Bayrou dénonce un « bras de fer Chirac/Jospin », François Hollande, premier secrétaire du Parti socialiste (PS), la formation de Lionel Jospin, tente d’apaiser la situation en mettant en avant l’absence de « compétition » entre les deux figures de l’exécutif.
Finalement, le 5 juin 2000, moins d’un an après avoir réitéré son hostilité au changement de la durée du mandat du président de la République, Jacques Chirac lance la réforme du quinquennat en expliquant « que [sept ans], c'est un délai long, et probablement trop long compte tenu des exigences modernes de la démocratie ». Il assure ne pas avoir changé d’avis mais s’être montré vigilant envers la possibilité d’un bouleversement des institutions de la Cinquième République : « J'étais sûr que [Georges Pompidou] ne voulait pas changer les institutions. Par la suite, j'ai toujours un peu craint les arrière-pensées ». En 2011, dans ses mémoires, il affirme s’être rangé à l’opinion publique et ne pas avoir cédé à Valéry Giscard d'Estaing ou Lionel Jospin,.
Le président de la République ne retient cependant pas l’idée d’un mandat renouvelable une seule fois et se prononce pour un quinquennat « sec », c’est-à-dire sans aucune autre modification des institutions : le projet est donc exactement le même que celui proposé par Georges Pompidou en 1973. Alors qu'il lui revient de trancher la procédure de ratification, il n'annonce pas sa décision mais fait part de sa préférence pour la tenue d’un référendum plutôt que pour la convocation du Congrès du Parlement à Versailles,.

## Ratification par le Parlement et convocation du référendum

### Dépôt du projet de loi constitutionnelle
Ayant achevé le 31 mai 2000 ses consultations avec des responsables politiques et des constitutionnalistes, Jacques Chirac ne souhaite pas laisser au Parlement — et en particulier à Valéry Giscard d'Estaing, son rival historique — l’initiative du changement constitutionnel. Il opte donc pour un projet de loi constitutionnelle présenté par Lionel Jospin « au nom » du président de la République. Politiquement, ce choix permet aux deux figures de l’exécutif de se prévaloir de l’origine de la réforme,.
Le 7 juin 2000, le Conseil des ministres adopte le projet de loi contenu l’article unique suivant :

« Article 6 de la Constitution : « le président de la République est élu pour cinq ans au suffrage universel ». »

Conformément à la volonté du chef de l’État, l'idée de Valéry Giscard d'Estaing d'instaurer le quinquennat renouvelable une fois de façon consécutive est ainsi abandonnée,.
Déposé à l'Assemblée nationale par la garde des Sceaux, ministre de la Justice, Élisabeth Guigou, le texte est débattu à la chambre basse les 14 et 15 juin, puis au Sénat le 29 juin,.

### Critiques et vote des chambres
|  |

Une partie de la droite et du centre (notamment François Bayrou), des socialistes, des Verts et les communistes demandent d’autres changements constitutionnels que la seule réduction de la durée du mandat présidentiel, notamment sur les questions liées au Parlement ou à la décentralisation. Mais le Premier ministre refuse de déclencher une crise politique en allant contre la volonté de Jacques Chirac, qui dans son allocution du 5 juin avait écarté tout amendement au projet de loi constitutionnelle et toute autre modification de la Constitution. Le bureau politique de son parti, le Rassemblement pour la République (RPR), avait ensuite approuvé cette idée d'un quinquennat « sec », dans « le respect de l'architecture » des institutions. Lionel Jospin déclare alors que « dans le contexte actuel, ajouter d'autres réformes au quinquennat nous condamnerait — compte tenu de la prise de position du président de la République — à n'avoir ni réformes ni quinquennat ».
Au sujet de cette décision du Président, le constitutionnaliste Dominique Rousseau écrit : « La seule certitude est que le quinquennat ne sera pas « sec ». Personne ne peut sérieusement croire, même si politiquement il se croit obligé de le dire, qu’il soit possible de toucher une disposition de la Constitution sans faire bouger les autres et donc l’ensemble du système. »
Le 29 juin 2000, cinquante-et-un jours après le dépôt à l’Assemblée nationale de la proposition de loi constitutionnelle de Valéry Giscard d'Estaing et vingt-deux jours après celui du projet de loi constitutionnelle, le texte présenté par le gouvernement est voté dès la première lecture, sans modification et en termes identiques, par les deux chambres du Parlement. L'Assemblée nationale a adopté le projet de loi constitutionnelle le 20 juin par 466 voix pour, 28 contre et neuf abstentions, le Sénat le 29 juin par 228 voix, 34 contre, et huit abstentions.

### Choix du référendum par Jacques Chirac
Dès lors, conformément à l’article 89 de la Constitution, le projet de loi constitutionnelle doit être approuvé soit au moyen d’un référendum, soit par le Parlement réuni en Congrès, où une majorité des trois cinquièmes des suffrages exprimés est requise.
La classe politique est divisée sur le sujet : la plupart des figures de droite — à l'instar de Jean-Louis Debré, président du groupe RPR à l'Assemblée nationale, ou Alain Madelin, dirigeant de Démocratie libérale — se prononcent pour le référendum en invoquant l’esprit gaulliste des institutions, tandis que les présidents des deux chambres du Parlement (le RPR Christian Poncelet pour le Sénat, le socialiste Raymond Forni pour l’Assemblée nationale) et de nombreux élus de gauche réclament une réunion du Congrès, invoquant le risque d’un taux d'abstention très élevé en cas de sollicitation du peuple,.
Finalement, le 6 juillet 2000, Jacques Chirac annonce un référendum pour le 24 septembre, déclarant à cette occasion souhaiter que cet outil « devienne d'un usage plus régulier, la consultation directe du peuple [étant] à la source de la Cinquième République ». Afin notamment de lutter contre l’abstention, la convocation du scrutin avait été envisagée en même temps que la tenue d’autres élections, notamment en mars 2001 (afin de le coupler avec les élections municipales, comme l’avait suggéré François Hollande) ou en mars 2002 (concomitamment aux élections législatives, une proposition du RPR rapidement rejetée par l’Élysée).

## Réactions et prises de position

### Consignes de vote
Jacques Chirac déclare que si les Français approuvent le quinquennat « c’est très bien », et que s’ils votent « non » « c’est très bien aussi ». Lionel Jospin qualifiera plus tard cette position d’« incompréhensible » et l’expliquera par le fait que le Président craignait « sans doute une machine de guerre contre lui ».
La majorité de gauche « plurielle » est globalement favorable à la réforme. Le Parti socialiste (PS), le Parti radical de gauche (PRG) et le Mouvement des citoyens (MDC) se prononcent pour le « oui » d’autant plus facilement que le quinquennat figurait dans les 110 propositions de François Mitterrand en 1981. Jacques Delors et Michel Charasse font figure d’exception en se prononçant contre la réduction du mandat présidentiel. De leur côté, Les Verts, hostiles au régime présidentiel, ne donnent pas de consigne de vote. Par la voix de son secrétaire national Robert Hue, le Parti communiste français (PCF) dénonce un « référendum bidon » et prône une « abstention offensive » : bien que n’étant pas hostile au quinquennat par principe (Robert Hue avait surpris en s’y ralliant après avoir défendu le septennat non renouvelable), le parti réclame une réforme des institutions plus importante, avec notamment une réduction des mandats électifs et l'instauration de la proportionnelle,,.
Au sein de l'opposition de droite, le bureau politique du RPR se prononce en faveur de la réforme constitutionnelle. L’Union pour la démocratie française (UDF), présidée par François Bayrou, et Démocratie libérale (DL) d’Alain Madelin défendent également majoritairement le « oui », malgré la crainte d'une « présidentialisation » du régime. Le parti Chasse, pêche, nature et traditions (CPNT) préconise quant à lui le vote blanc ou nul, jugeant que « deux ans de plus ou de moins pour un mandat présidentiel » importe peu,,.
Mais plusieurs voix dissidentes se font entendre. Ainsi, le président de la chambre haute, Christian Poncelet, le président du groupe RPR du Sénat, Josselin de Rohan, l’ancien Premier ministre centriste Raymond Barre et l’ancien président de l’UDF François Léotard expriment leur préférence pour le septennat,. Alors que de nombreux parlementaires de droite se montrent réticents à soutenir le « oui » et déplorent un ralliement soudain à la proposition « VGE-Jospin », le député RPR de l’Aube François Baroin se voit chargé de convaincre ses collègues du bien-fondé du changement constitutionnel, invoquant l’argument de la limitation du risque de cohabitation censée découler du quinquennat.
Plus largement, les dirigeants de droite se montrent divisés sur leur conception des institutions. Alors qu'Alain Juppé loue le quinquennat « sec », l’ancien Premier ministre Édouard Balladur et l’ancien président de l’Assemblée nationale Philippe Séguin vantent les mérites du régime présidentiel. Au centre droit, des députés de l’UDF et de DL se rassemblent autour de Pascal Clément contre « une réforme majeure qui modifierait profondément l'équilibre institutionnel ». Chez ces défenseurs du septennat, c’est surtout l’hostilité à la possible apparition d'un régime présidentiel qui prédomine.
Le « non » reçoit également l’appui notable du Rassemblement pour la France (RPF), qui compte dans ses rangs le gaulliste Charles Pasqua, Philippe de Villiers ou Lionnel Luca. À l’extrême droite, le Front national (FN) de Jean-Marie Le Pen et le Mouvement national républicain (MNR) de Bruno Mégret réaffirment leur attachement au septennat : le dirigeant frontiste considère que le référendum est « inutile » et que le quinquennat « modifierait fondamentalement l'équilibre des pouvoirs », d’une façon « pas plus démocratique »,.
À l’extrême gauche, Lutte ouvrière (LO) et la Ligue communiste révolutionnaire (LCR) appellent à s’abstenir.

### Principaux arguments

#### En faveur du «oui»
Les principaux arguments avancés par les partisans de la réforme constitutionnelle sont les suivants,, :
- le quinquennat est préférable au septennat, qui est trop long et constitue un héritage de la monarchie ;
- la réduction de la durée du mandat présidentiel est devenue nécessaire dans une société de plus en plus médiatique et dans un monde où peu de démocraties utilisent le septennat ;
- il s’agit du meilleur moyen de mettre fin aux cohabitations, que la France a connues à trois reprises depuis 1986, la troisième cohabitation ayant commencé seulement deux ans après l’élection de Jacques Chirac à la présidence de la République ;
- ce changement permettra de se diriger vers un régime présidentiel, potentiellement sans Premier ministre, limitant ainsi l’« irresponsabilité présidentielle ».

#### En faveur du «non»
Les opposants au quinquennat arguent notamment du fait que :
- un mandat présidentiel de cinq ans est trop court pour conduire un nombre important de réformes ;
- le quinquennat remet en cause l’esprit et les institutions de la Cinquième République ;
- il s’agit d'une mesure limitant la possibilité de cohabitations.

## Campagne

### Débata minimaet désintérêt des électeurs
De l’avis général, la campagne ne passionne pas les électeurs. Ce sentiment s’accentue à l’approche du référendum : l’institut de sondages CSA relève que le nombre de sondés intéressés par le référendum passe de 49 % en mai 2000 à 34 % à trois semaines du scrutin, celui-ci arrivant alors en dernière position des préoccupations des Français,. Ce désintérêt s’illustrera par une abstention record pour un scrutin national.
À une semaine du scrutin, le journaliste Gérard Courtois note dans Le Monde :

« L'affaire est entendue : les Français se désintéressent du référendum du 24 septembre instaurant le quinquennat présidentiel. Pour l'heure, tous les sondages indiquent que près des deux tiers d'entre eux n'ont pas l'intention de se déplacer. […]
Aucun des trois hommes [Valéry Giscard d'Estaing, Lionel Jospin et Jacques Chirac], et en particulier les deux responsables actuels de l'exécutif, n'a encore jugé utile de s'adresser directement aux Français, durant la campagne, pour leur en expliquer sérieusement les enjeux. […]
Le quinquennat conduirait-il au renforcement du pouvoir présidentiel, restauré dans sa responsabilité pour une durée plus stable ? Entraînerait-il, dans ce cas, l’effacement du Premier ministre quand tout a renforcé son rôle depuis quinze ans ? Restaurerait-il le rôle du Parlement ou le placerait-il, plus encore, dans la dépendance de la primauté présidentielle ? Autant de questions essentielles, qui, peut-être, auraient intéressé les Français si elles avaient été soulevées. »

Par la suite, Lionel Jospin reconnaîtra qu’il n’y a « pas eu de véritable débat » et que les implications pouvant découler du quinquennat n’ont pas été abordées.

### Sondages préélectoraux
| Sondeur | Dates           | Taille de l'échantillon | Oui  | Non  | N’expriment pas d'intention de vote | Abstention, blanc ou nul |
| ------- | --------------- | ----------------------- | ---- | ---- | ----------------------------------- | ------------------------ |
| Ipsos   | Juillet 1999    |                         | 83 % | 17 % | –                                   |                          |
| Ifop    | 11-12 mai 2000  | 965 pers.               | 75 % | 16 % | 9 %                                 | –                        |
| CSA     | 23-24 mai 2000  | 1 000 pers.             | 81 % | 19 % | –                                   | 48 %                     |
| Ifop    | 8-9 juin 2000   | 932 pers.               | 82 % | 18 % | –                                   | 58 %                     |
| CSA     | 15-17 juin 2000 | 1 000 pers.             | 83 % | 17 % | –                                   | 56 %                     |
| CSA     | 7 juillet 2000  | 1 000 pers.             | 88 % | 12 % | –                                   | 58 %                     |
| CSA     | 29 août 2000    | 1 000 pers.             | 82 % | 18 % | –                                   | 57 %                     |
| Ipsos   | septembre 2000  |                         | 82 % |      |                                     |                          |
| Sofres  | septembre 2000  |                         | 76 % |      |                                     |                          |
| CSA     | septembre 2000  | 1 000 pers.             | 76 % |      |                                     |                          |

## Résultats

### Au niveau national
| Choix                     | Votes      | %      |
| ------------------------- | ---------- | ------ |
| Pour                      | 7 407 697  | 73,21  |
| Contre                    | 2 710 651  | 26,79  |
|                           |            |        |
| Votes valides             | 10 118 348 | 83,91  |
| Votes blancs et invalides | 1 940 340  | 16,09  |
| Total                     | 12 058 688 | 100,00 |
| Abstentions               | 27 882 504 | 69,81  |
| Inscrits/Participation    | 39 941 192 | 30,19  |

« Approuvez-vous le projet de loi constitutionnelle fixant la durée du mandat du président de la République à cinq ans ? »
| Pour 7 407 697 (73,21 %) |  |  | Contre 2 710 651 (26,79 %) |
| ▲                        |  |  |                            |
| Majorité absolue         |  |  |                            |

### Par département

Résultats par département :
Oui (+ de 75 %)
Oui (entre 72,5 et 75 %)
Oui (entre 70 et 72,5 %)
Oui (entre 50 et 70 %)

### Analyse
Le « oui » obtient un pourcentage de suffrages exprimés sensiblement inférieur à ce que lui accordaient les derniers sondages préélectoraux.
L’abstention (69,8 % des inscrits) et les bulletins blancs ou nuls (16,1 % des votants) atteignent un niveau record pour un scrutin national en France.

## Suites et conséquences

### Entrée en vigueur
Le 28 septembre 2000, le Conseil constitutionnel proclame les résultats et formule plusieurs observations sur la procédure de ratification et la tenue du vote.
À ce jour, il s’agit de l’unique révision constitutionnelle soumise à référendum sur la base de l'article 89 de la Constitution de la Cinquième République.
La loi constitutionnelle relative à la durée du mandat du président de la République est promulguée par le président de la République le 2 octobre 2000 et publiée au Journal officiel de la République française du lendemain. Elle s’applique pour la première fois à l’issue de l’élection présidentielle de 2002 : arrivant au terme de son septennat (1995-2002), Jacques Chirac est réélu et devient le premier président de la République française à effectuer un quinquennat.

### Inversion du calendrier électoral
Le professeur de droit constitutionnel Didier Maus indique en 2000 : « Si les deux élections — présidentielle et législatives — se déroulent dans le même temps, on peut parvenir à une certaine harmonie. […] Mais la question demeure : quelle sera l'élection décisive ? On a vu qu'on pouvait gouverner sans président de la République, mais pas sans majorité parlementaire. Alors, va-t-on revenir (parvenir) à une situation d'harmonie ou pérenniser ce qu'on a avec un système parlementaire décisif ? Pour moi, la logique du quinquennat, c'est une majorité qui soutient le Président. En somme, le Président fait la majorité parlementaire. […] Bref, je ne vois pas comment le quinquennat va renforcer les pouvoirs de l'Assemblée. L'élection clé sera l'élection présidentielle. »
Ainsi, dès l’adoption du quinquennat, des personnalités politiques appellent à modifier le « calendrier électoral » pour que les élections législatives se tiennent après l'élection présidentielle (et non l’inverse), dans le but de donner au président de la République une majorité parlementaire cohérente et de limiter ainsi les cohabitations. Les dissolutions de l’Assemblée nationale effectuées dans la foulée d’élections présidentielles (en 1981 et 1988) ayant donné au chef de l’État une majorité illustraient cette idée.
En 2001, le Parlement vote cette inversion. La loi organique du 15 mai 2001 modifie les dispositions du code électoral en remplaçant la formule « les pouvoirs de l'Assemblée nationale expirent le premier mardi d'avril de la cinquième année qui suit son élection » par « les pouvoirs de l'Assemblée nationale expirent le troisième mardi de juin de la cinquième année qui suit son élection ». Le texte prévoyant que la réforme s'applique à l'Assemblée nationale élue en 1997, l'inversion du calendrier est entérinée : dès 2002, les législatives ont lieu après l'élection présidentielle.
Cette décision de faire précéder de quelques semaines l’élection présidentielle et les élections législatives apparaît totalement contraire à la volonté exprimée par le Président Pompidou dans son projet de réforme de 1973. Dans ses motifs, ce texte précisait en effet qu’il était « souhaitable de ramener le mandat présidentiel à cinq ans, sans pour autant lier la date des élections présidentielles à la date des élections à l'Assemblée nationale, ce qui remettrait en cause l'esprit même des institutions et l'équilibre des pouvoirs publics ».
In fine, l’inversion du calendrier électoral semble avoir atteint son objectif : juste après les élections présidentielles de 2002, 2007, 2012, 2017 et 2022, les élections législatives, avec l'effet amplificateur du scrutin majoritaire, ont envoyé à l’Assemblée nationale une majorité de députés issus du parti du chef de l’État tout juste élu.
De l’avis de nombreux juristes spécialisés en droit constitutionnel, cette accentuation du « fait majoritaire » accroît encore la prééminence sur le Parlement du président de la République française — commencée avec son élection au suffrage universel direct — mais aussi son implication — puisque les législatives sont une confirmation sur son nom — dans la pratique gouvernementale quotidienne.

### Réforme constitutionnelle de 2008

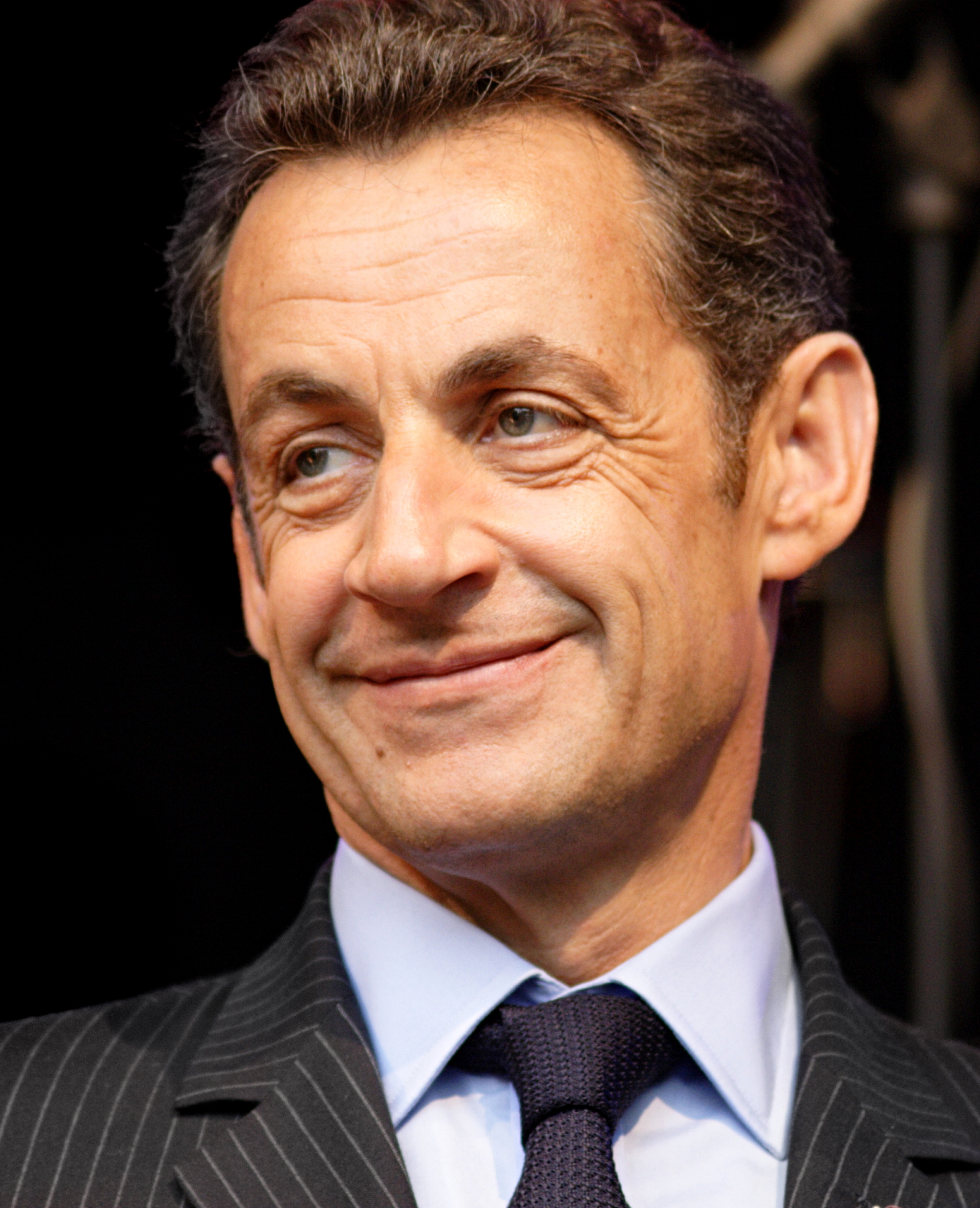
La réforme constitutionnelle voulue par Nicolas Sarkozy limite le nombre de quinquennats présidentiels consécutifs à deux, comme souhaité par Valéry Giscard d'Estaing et Lionel Jospin en 2000.

Dans sa proposition de loi constitutionnelle du 9 mai 2000, Valéry Giscard d'Estaing proposait un quinquennat renouvelable une seule fois de façon consécutive. Si cette mesure suscitait une large adhésion de l’opinion publique (45 %) par rapport au mandat de cinq ans renouvelable sans limite (17 %), Jacques Chirac s’y est opposé, enterrant l’idée,. Huit ans plus tard, la réforme de la Constitution voulue par le président Nicolas Sarkozy et adoptée par le Congrès reprend cette mesure.